# Gruppvåldtäkten i Bombay 2013
Gruppvåldtäkten i Bombay 2013 var en våldtäkt på en fotojournalist som ledde till en protestvåg på sociala medier.